# Shigella flexneri
La Shigella flexneri è un batterio appartenente al genere Shigella ed è classificato nel sottogruppo B, costituito da 6 sierotipi. Esso è un temibile agente patogeno della shigellosi, e venne scoperto dal medico statunitense Simon Flexner.
Questo batterio si trova normalmente nelle fonti d'acqua dove sono presenti feci umane, e si trasmette usualmente tramite l'ingestione di acqua o cibo contaminati. Una volta ingerito il batterio si insinua nel tessuto epiteliale dell'intestino nel quale prolifera molto velocemente.